# ام حوطه
ام حوطه یک منطقهٔ مسکونی در قطر است که در شهرداری الریان واقع شده‌است. ام حوطه ۱۴٫۶ کیلومتر مربع مساحت دارد.